# 曼德勒制片公司
曼德勒製片公司 (Mandalay Pictures) 是美国制片公司，是曼德勒娛樂集團的子公司。该公司总部位于洛杉矶，加利福尼亚州，由彼得·古伯于1995年5月27日创立，该公司的吉祥物是一只橙色的老虎，它也经常出现在标志中。
最初作为一家独立公司运营，后来在 1997-2002年由狮门娱乐 拥有，自 2008年起归 曼德勒娱乐所有。最初，曼德勒与索尼影視娛樂 签订协议，通过哥倫比亞影業 和三星影业 制作电影。
公司也有自己的分公司 曼德勒愿景 (Mandalay Vision)，于 成立 2007 作为 曼德勒独立影业 (Mandalay Independent Pictures)。 自 2010 年以来，该分行以现名经营。

## 外部連結
- 官方网站